# Maria Schnee (Schleid)

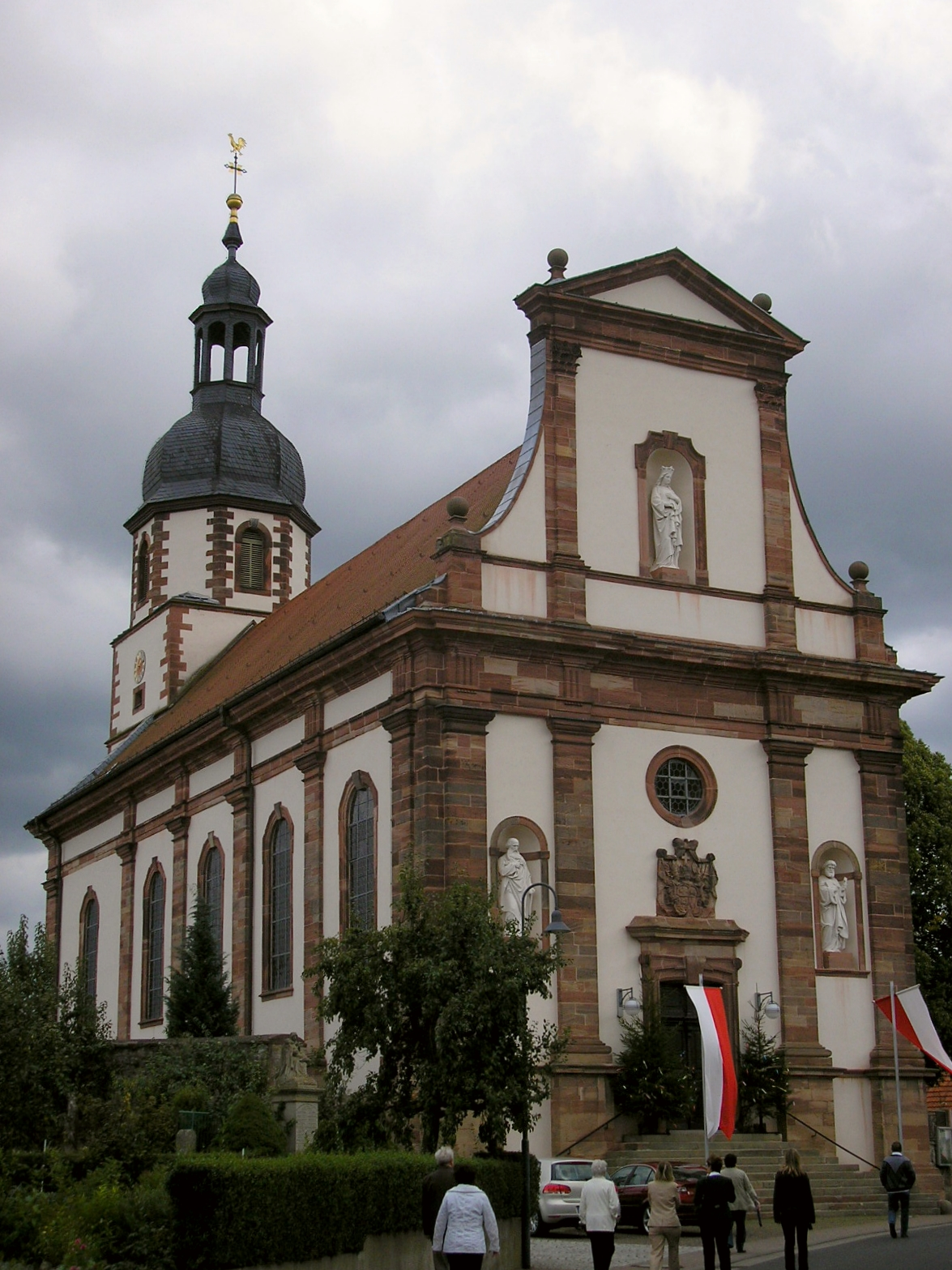
Maria Schnee (Schleid)

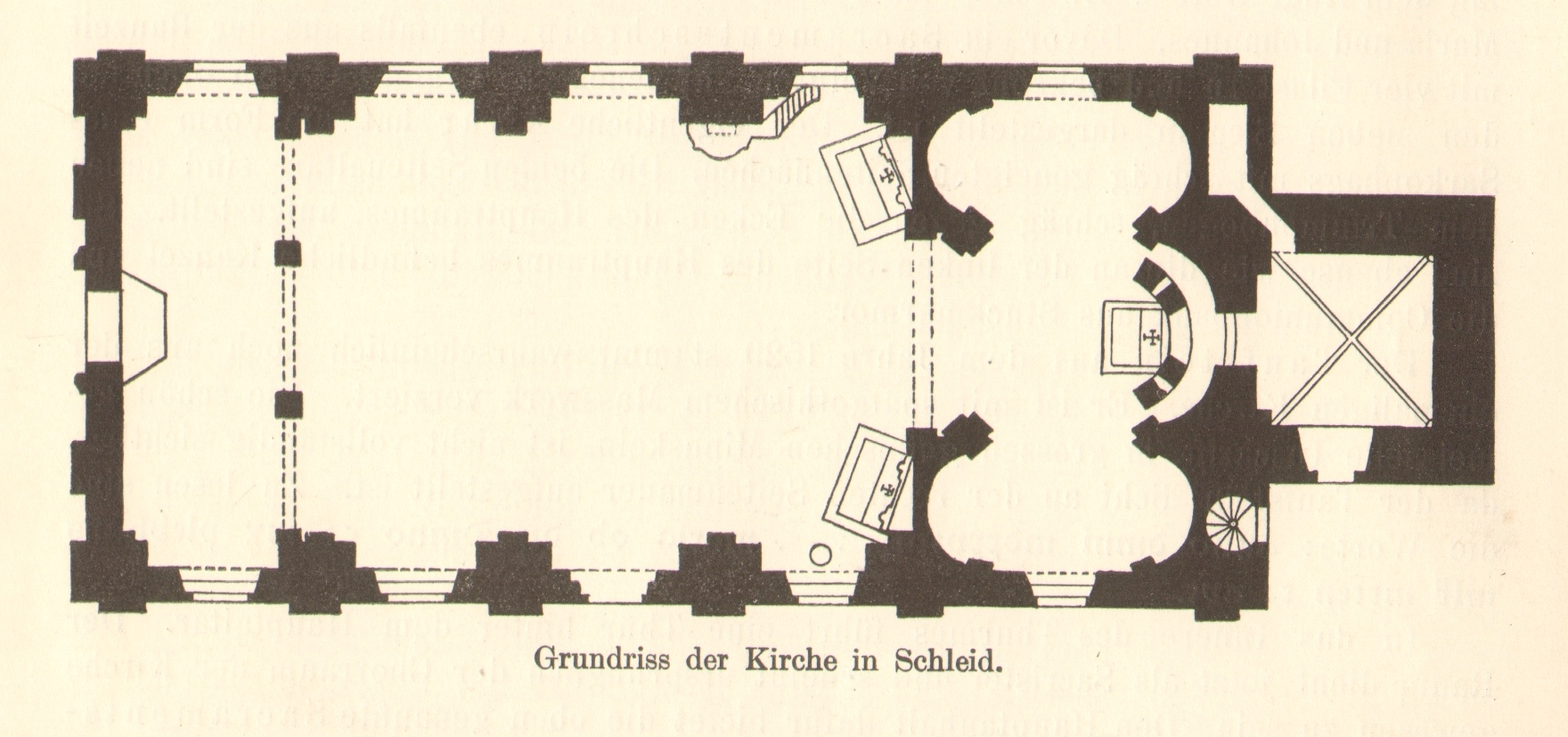
Grundriss

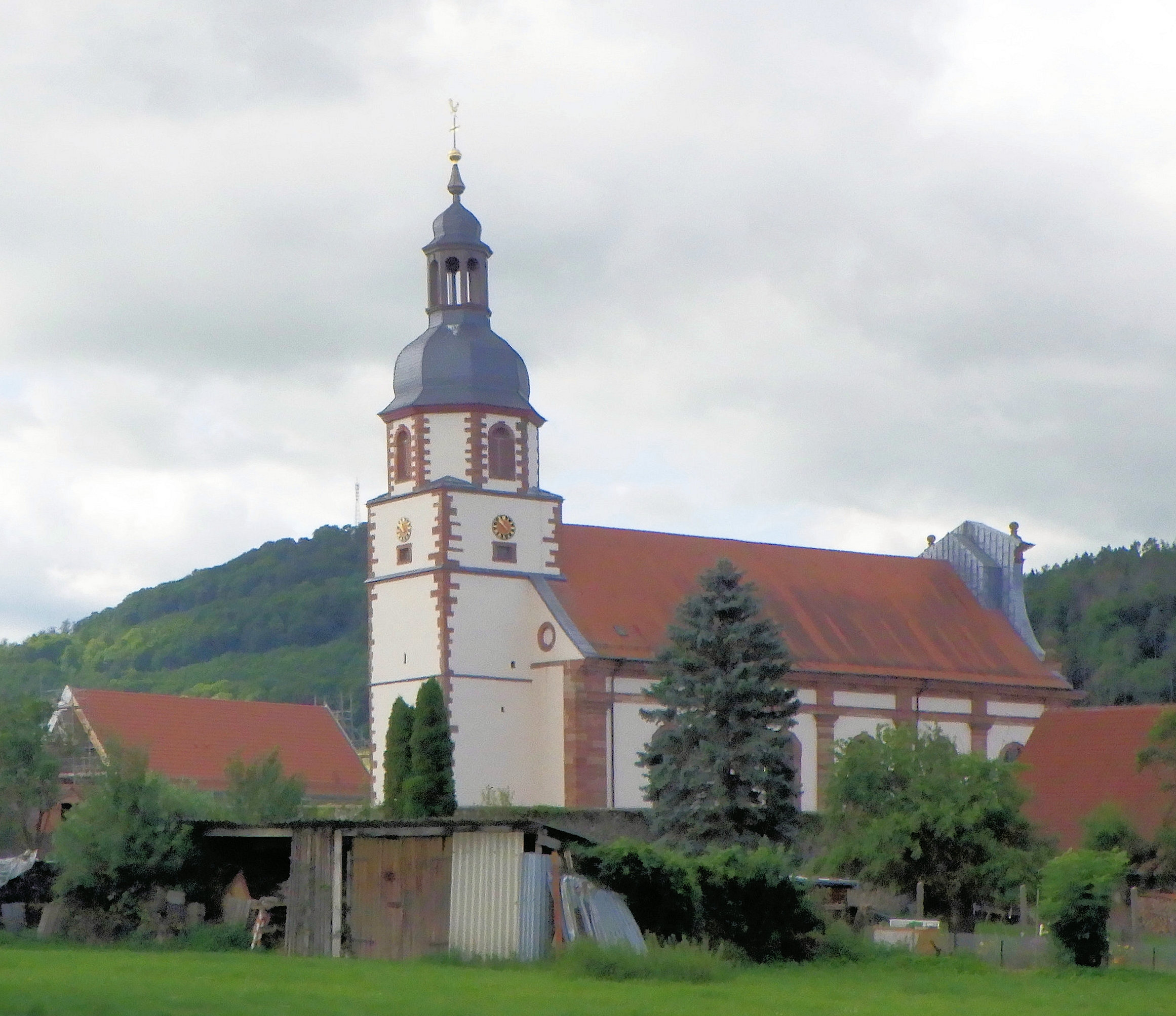
Ansicht von Nordosten

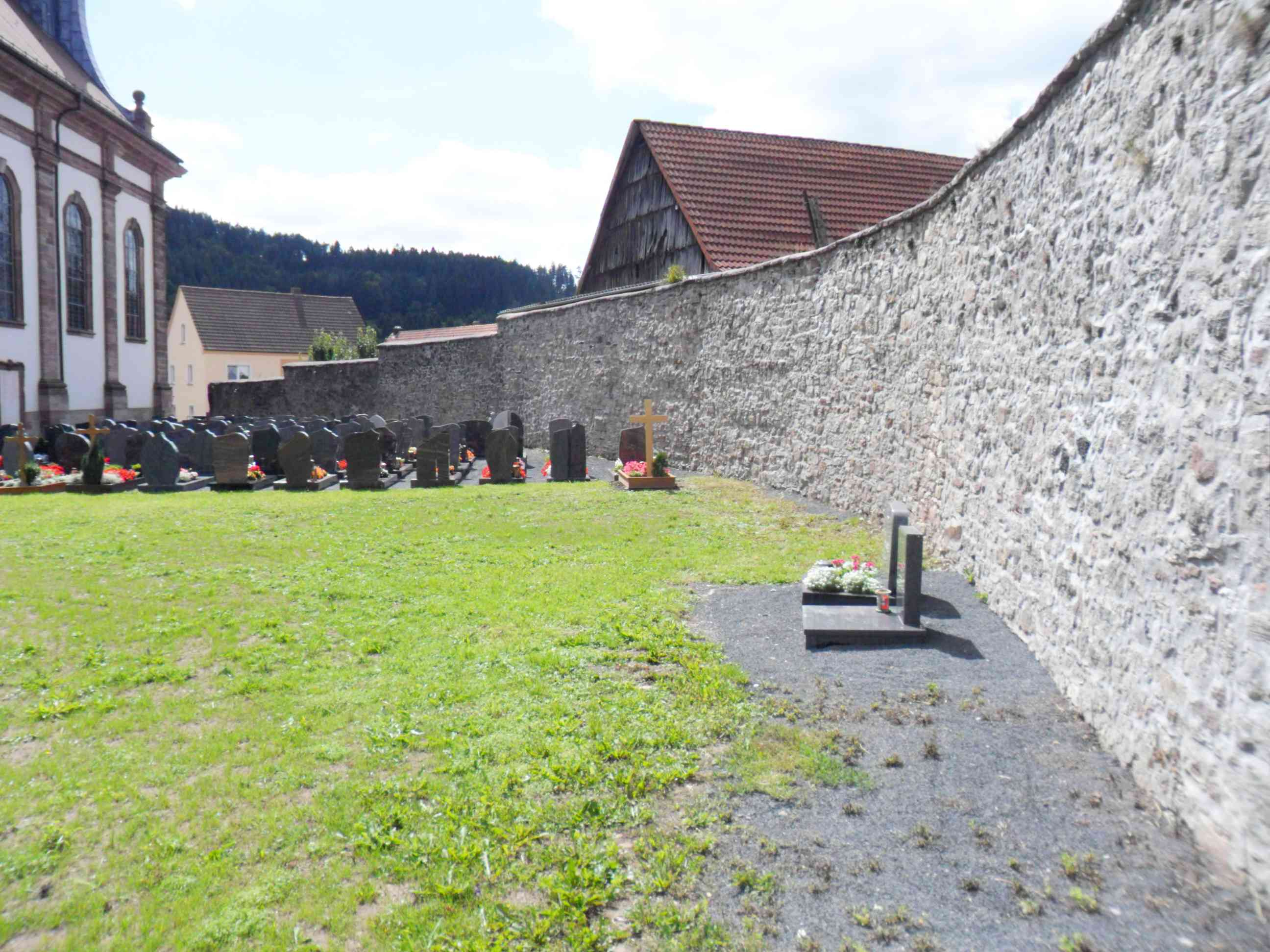
Kirchhof von Norden nach Westen mit Kirchhofmauer

Die römisch-katholische Pfarrkirche Maria Schnee ist eine barocke Saalkirche in Schleid im Wartburgkreis in Thüringen. Sie gehört zur Pfarrei Maria Schnee Schleid im Dekanat Hünfeld-Geisa des Bistums Fulda.

## Geschichte und Architektur
Die bedeutende barocke Saalkirche mit Ostturm und Schaufassade wurde 1743–1746 nach einem Entwurf von Andrea Gallasini erbaut, von dem auch die Kirchen in Dermbach und Zella stammen. Dabei wurde ein mittelalterliches Turmuntergeschoss mit einbezogen. Eine Außenrestaurierung wurde 1994 durchgeführt.
Das Bauwerk ist ein Putzbau mit Gliederungselementen aus Sandstein und zeigt am Außenbau toskanische Pilaster auf hohem Piedestal mit umlaufendem Gebälk. Die Kirche wird durch ihre zweigeschossige Fassade charakterisiert, die aus dem Erdgeschoss mit Freitreppe und dem Giebelgeschoss mit Attika, Dreiecksgiebeln auf korinthischen Pilastern und geschwungenen Seitenteilen besteht. Das Rechteckportal ist mit einem Wappenstein des Fuldaer Fürstabts Amand von Buseck versehen. Seitlich sind in den Nischen die um 1890 geschaffenen Figuren der Apostel Petrus und Paulus angeordnet, im Giebel die Muttergottes. Der Turm mit Eckquaderung enthält im Erdgeschoss die Sakristei und wird durch ein Oktogon mit welscher Haube abgeschlossen.
Das Innere ist als Wandpfeilersaal mit tiefen Fensternischen gestaltet und wird durch ein flaches Tonnengewölbe mit Stichkappen mit Gurten über Pilastern mit verkröpftem Gebälk abgeschlossen. Der Chor wird durch weit in den Raum hineingezogene Pfeiler abgetrennt.
Die zunächst konventionell wirkende, vom Langhaus her nicht erkennbare Chorlösung ist mit derjenigen der Kirche in Gaibach von Balthasar Neumann verwandt. Sie tritt auch von außen her nicht in Erscheinung, da der Chor in die rechteckige Außenbauform integriert ist.
Erst beim Betreten der Choranlage wird erkennbar, dass diese einem Zentralbau angenähert ist. An eine zentrale Rotunde schließen sich zwei längsovale Nebenräume an. Die Rotunde ist mit Bogenarkaden auf einfachen Pilasterpfeilern mit gekurvter Stirn zum Langhaus und den Nebenräumen geöffnet. Die Bögen schneiden in die Wölbung ein, so dass ein kuppelartiges Gewölbe entsteht, das hinter dem Gebälk der zentralen Apsis ansetzt. Die Wände sind durch Pilaster gegliedert, das vorkragende, verkröpfte Gebälk nimmt die Kurvung der Anräume auf.
Die architektonischen Gliederungen im Chor und im Langhaus sind durch gemalte Ornamente betont, die Pilaster sind marmoriert und mit ionisierenden Kapitellen und Blumengehängen ausgestattet.

## Ausstattung
Der Hochaltar ist mit einer offenen Säulenstellung und einem volutengestützten Baldachin aus Stuckmarmor ausgestaltet und stellt in der Mitte die Kreuzigung, im Altarauszug das Auge Gottes im Strahlenkranz dar. Das Gebälk des Altars ist in Form und in der Kurvung demjenigen der Apsis angepasst. Die einfacheren Seitenaltäre zeigen Figuren der Muttergottes und des heiligen Joseph aus dem 19. Jahrhundert. Der mit Maßwerk geschmückte Taufstein stammt aus dem Jahr 1529. Im Chor sind Figuren Christi und Mariä ebenfalls aus dem 19. Jahrhundert aufgestellt. Am Chorbogen finden sich bewegte barocke Figuren der heiligen Apollonia und Barbara. Im Langhaus ist eine Muttergottes vom Ende des 17. Jahrhunderts aufgestellt. In der Sakristei ist eine kielbogige Sakramentsnische mit Fialen von 1484 erhalten.
Die Orgel ist ein Werk von Barthel Brünner aus dem Jahr 1748, das 1887 durch Heinrich Hahner erweitert und 2001 durch die Firma Orgelbau Waltershausen restauriert wurde. Es hat heute 18 Registern auf zwei Manualen und Pedal.

## Umgebung
Die Kirche ist umgeben von bedeutenden Resten der Umfassungsmauer des Kirchhofs mit Schießscharten. Das ehemalige Pfarrhaus (Hauptstraße 36) ist ein zweigeschossiges, giebelständiges Fachwerkhaus, dessen Hoftor mit Wappen versehen ist. Das Haus wird durch ein farbig gefasstes Sitznischenportal mit geflügelten Engelsköpfen erschlossen, das einen profilierten Rundbogen mit Eierstab von 1591 zeigt. Der gegenüberliegende farbig gefasste Bildstock aus der zweiten Hälfte des 18. Jahrhunderts zeigt den kreuztragenden Christus („Kreuzschlepper“) auf einer Säule mit geflügelten Engelsköpfen und rückseitig ein auf dem Kreuz liegendes Kind.